# Kleingebiet Szentgotthárd
Das Kleingebiet Szentgotthárd (ungarisch Szentgotthárdi kistérség) war bis Ende 2012 eine ungarische Verwaltungseinheit (LAU 1) innerhalb des Komitats Vas. Alle 15 Ortschaften gingen während der Verwaltungsreform von 2013 in den Nachfolger-Kreis Szentgotthárd (ungarisch Szentgotthárdi járás) über, der noch durch die Ortschaft Kondorfa aus dem Kleingebiet Őriszentpéter verstärkt wurde.
Ende 2012 lebten auf einer Fläche von 233,43 km² 14.666 Einwohner. Die Bevölkerungsdichte lag mit 63 unter dem Komitatsdurchschnitt von 76,5.
Der Verwaltungssitz befand sich in der einzigen Stadt Szentgotthárd (8.787 Ew.). Die übrigen 14 Ortschaften hatten eine durchschnittliche Einwohnerzahl von 420.

## Ortschaften
- Alsószölnök (dt.: Unter Zaning)[3]
- Apátistvánfalva (dt.: Stephelsdorf)[3]
- Csörötnek (dt.: Schredling)[3]
- Felsőszölnök (dt.: Ober Zaning)[3]
- Gasztony (dt.: Gosting)[3]
- Kétvölgy
- Kondorfa
- Magyarlak (dt.: Ungarisch Münichhof)[3]
- Nemesmedves (dt.: Ginisdorf)[3]
- Orfalu (dt.: Anderwitz)[3]
- Rábagyarmat (dt.: Rupprecht)[3]
- Rátót (dt.: Neustift an der Raab)[3]
- Rönök (dt.: Radling)[3]
- Szakonyfalu (dt.: Eggersdorf)[4]
- Szentgotthárd (dt.: Sankt Gotthard)[3]
- Vasszentmihály (dt.: Sankt Michael an der Raab)[3]